# II. Iusztinianosz bizánci császár

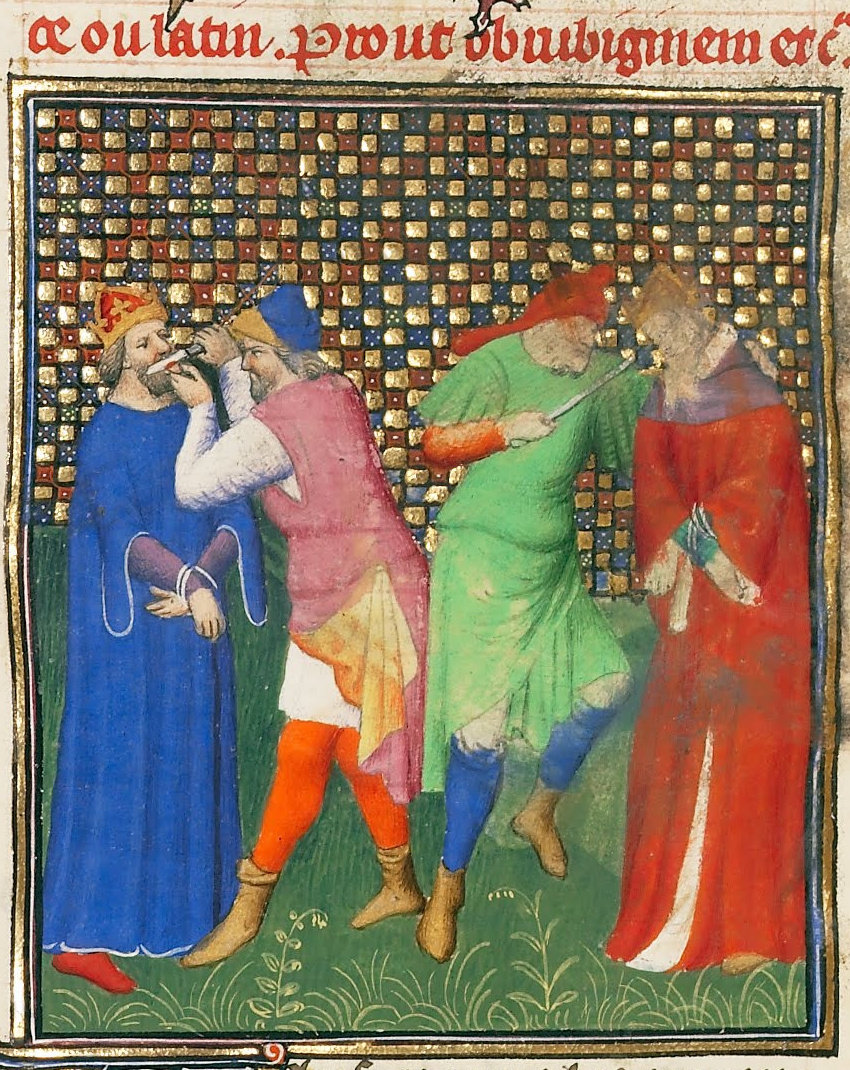
II. Iusztinianosz orrának levágása és Philippikosz bizánci császár megvakítása (jobbra)

II. Iusztinianosz (görögül: Ιουστινιανός, latinul: Iustinianus, elterjedt magyar nevén Jusztinianusz vagy Justinianus; Konstantinápoly, 669 – Szinopé, 711. december 11.) a Bizánci Birodalom császára 685-től 695-ig, illetve 705-től haláláig. IV. Kónsztantinosz és Anasztaszia elsőszülött fiúgyermeke, egyben a Hérakleiosz által alapított dinasztia utolsó uralkodója.
Amikor atyja vérhasban elhalálozott, Iusztinianosz tizenhat éves volt, de hasonlóan ambiciózusnak bizonyult. A tehetséges adminisztrátornak bizonyuló császár őseihez, atyjához és nagyatyjához hasonlóan erős despotikus vénával rendelkezett, amely trónfosztása után csak megerősödött. II. Iusztinianosz így tagadhatatlan érdemei mellett véreskezű zsarnokként vonult be a történelembe.

## Az első tíz év

### Béke keleten
A muszlim arabok korábbi támadásainak elhárítása és a 678-ban kötött béke eddig is garantálta Bizánc biztonságát, de a kitörő trónviszály és polgárháború még kedvezőbb helyzetet teremtett. Az új kalifa, Abd al-Malik jobbnak látta tehermentesíteni zavargó országát északnyugat felől, így békét kötött Konstantinápollyal. Ennek keretében emelték az arabok éves adóját, a korábban elveszett Ciprus, Örményország és a kaukázusi Ibéria pedig kondomíniumi státusba került, azaz adóinak fele II. Iusztinianosz kincstárába folyt be.

### Diadal nyugaton
Mivel számos erő felszabadult Kis-Ázsiában, a császár már 687/688 folyamán megkezdte az átcsoportosítást nyugatra, a szlávok és bolgárok ellen indítandó hadjáratra. A 688/689-es offenzíva hatalmas diadalt hozott, amikor a bizánci erők bevonultak Thesszalonikébe. A legyőzött Szklaviniták lakóit Anatólia északkeleti részére, az Opszikion themába telepítették át. A híradások szerint a deportáltakból mintegy harmincezres létszámú haderőt sikerült kiállítani.

### Áttelepítések és vereségek
Szlávok áttelepítésével már IV. Kónsztantinosz is próbálkozott. Iusztinianosz a ciprusi lakosságot Küzikosz korábban araboktól elpusztított félszigetére telepítette, az Amanosz-vidéki határőr mardaiták pedig Épeiroszba, a Peloponnészoszra és a dél-anatóliai partvidékre kerültek. A ciprióták áttelepítése 691/692-ben háború kitörését vonta maga után az arabokkal, amit az újonnan besorozott szlávok átállása következtében a bizánciak elvesztettek. A döntő ütközetre az armeniai Szebasztopolisz (Sulu-saray) mellett került sor.
Örményország ezzel ismét arab kézbe került, kondomíniumi helyzetét elvesztette. A vereséget sokan a mardaiták áttelepítésének tulajdonítják, bár ez nem valószínű. Az elfogult Theophanész krónikája valótlanságot állít, amikor a vereséget követően a bithüniai szlávok teljes kiirtását fűzi Iusztinianosz nevéhez, hiszen a későbbiekben is hallunk itt élő szlávokról.

### Adminisztratív intézkedések
A deportáció politikája a thema-rendszerhez illeszkedve végeredményben bevált, és nagy erőtöbbletet biztosított a birodalom számára a fennmaradáshoz. Egyébként Iusztinianosz nevéhez egy új thema megszervezése is kötődik, éspedig a Balkánon: Hellaszé. A körzetet 687 után alakították ki, mivel egy ekkor kelt oklevél csak öt themát említ (Opszikion, Anatolikon, Karabisziani, Armeniakon, Thrakia).
II. Iusztinianosz nevéhez adóreform is kötődik. A diocletianusi capitatio és iugatio mindeddig érvényben levő kombinációját a független fej- és földadó váltotta fel, ami a földdel nem rendelkezők és a nem röghözkötött parasztok megadóztatását is lehetővé tette.

### Vallásügyek
Az önmagát pénzein Krisztus szolgájának nevező császár mélyen vallásos volt. Ekkor került sor az V. és a VI. egyetemes zsinat 533-as és 680/681-es határozatainak egyházfegyelmi szempontú kiegészítését célul kitűző, ún. Quinisextum (ötös-hatos) zsinatra. Számos pogány gyökerű illetve erkölcstelen szokást elítéltek, amelyek mindeddig fennmaradtak (például a Brumalia nevű Dionüszosz-ünnep).
A Konstantinápolyi zsinat 102 kánonja számos Rómában és nyugaton dívó szokást elítélt (papok házassága, szombati böjt). A kereszténység eltérő fejlődésére ekkor adódott az első olyan példa, amely nem teológiai természetű volt. A határozatokat I. Szergiusz pápa nem volt hajlandó elfogadni, mire a császár felelősségre kívánta vonni. A Ravennai Exarchátus seregei azonban nem voltak hajlandóak elfogni az egyházfőt, és a császári követ kénytelen volt Szergiusznál menedéket keresni. Iusztinianosz, ha tervezett is bosszút, végrehajtani egyelőre nem tudta.

### Az első bukás
A császár politikája gyakorlatilag szinte az egész bizánci társadalmat elidegenítette magától. Az arisztokrácia az előjogait féltette a leplezetlenül egyeduralmat gyakorló, agresszíven politizáló uralkodótól. Az áttelepítettek értelemszerűen nem lelkesedtek az őket otthonuk elhagyására késztető császárért, de a helyben maradók is elégedetlenkedtek a megemelkedett adók miatt. Iusztinianosz ugyanis névrokonához, I. Iusztinianoszhoz hasonlóan előszeretettel rendelt el reprezentatív építkezéseket, amelyek a háborúk mellett jelentősen megcsapolták a kincstár forrásait. A nép gyűlölete az uralkodó mellett elsősorban Theodotosz logothetész és Sztephanosz szakellariosz ellen irányult.
695-ben Hellasz thema sztratégosza, Leontiosz vezetésével felkelés tört ki. A Hippodrom kék politikai pártja segítségével a lázadók elfoglalták Konstantinápolyt. A gyűlölt miniszterekkel a népharag végzett, Iusztinianoszt csupán megcsonkították (innen ragadványneve, a Rhinotmetosz/Levágott orrú) és Herszónba száműzték. Leontiosz trónra kerülése húsz évig tartó zavargássorozatot indított el, melynek során 698-ban Leontioszt is lemondatták.

## Kalandok két uralkodás között
A száműzött baszileusz a konstantinápolyi helyzeten felbátorodva szervezkedni kezdett, mire a kherszóni hatóságok elhatározták, hogy a fővárosba küldik előkelő foglyukat. Az orrától megfosztott császár azonban értesült a dologról, és a Kazár Birodalom kagánjánál keresett menedéket, akinek feleségül vette nővérét. A megkeresztelkedett asszony a Theodóra nevet vette fel, ahogy annak idején I. Iusztinianosz feleségét is hívták. Az új császár, III. Tiberiosz követelte a kiadatását, amibe a kagán – féltve a kazár–bizánci kapcsolatokat – bele is ment volna, de Iusztinianosznak ismét sikerült elmenekülnie.
A Fekete-tenger nyugati partjaihoz érve tárgyalásokba kezdett Tervel bolgár kánnal. A megállapodás szerint 705-ben egy jelentős bolgár–szláv sereg érkezett Konstantinápoly ostromára. A város továbbra is bevehetetlennek bizonyult, de a hatalomvágyó Iusztinianosz mindenre elszántan a vízvezetékeken keresztül bejutott a fővárosba. Akkora riadalmat keltett váratlan felbukkanása, hogy kevés híve is trónra tudta tenni.

## Másodszor a trónon
A levágott orr nem gátolta meg Iusztinianoszt az uralkodásban. Többet nem is használták a megcsonkításnak ezt a módszerét Bizáncban. A császár intézkedett Theodóra és időközben született fiuk, Tiberiosz Konstantinápolyba költöztetéséről a kazár udvarból. Feleségével megosztotta a trónt, gyermekét pedig társuralkodójává tette. Tervel kánt a névleges, ám így is a lehető legelőkelőbbnek számító kaiszari címben részesítette, és hálából felújította a bolgároknak fizetett éves adót.
Az új uralkodó hátralévő hat évét vérszomjas bosszúvágy és kegyetlen terror jellemezte. Két ellencsászárát és számos hívüket kivégeztette, Kallinikosz pátriárka szemét pedig kivájatta. A továbbiakban meg is feledkezett állami teendőiről, minden erejével vélt és valós ellenfelei ellen harcolt. A legjobb tisztjeitől megfosztott bizánci sereg nem tudta megakadályozni a kappadókiai Tüana 709-es és Kilikia 710/711-es arab elfoglalását.
Iusztinianoszt azonban a keleti ügyek helyett a nyugatiak kötötték le. Bosszújának következő áldozata Ravenna lett, ami annak idején ellene fordult Szergiusz pápa ügyében. 709-ben a bizánci sereg feldúlta a várost, számos polgárát pedig Konstantinápolyba hurcolta kivégezni.
Érdekes módon magát a vallási természetű vitát békés eszközökkel sikerült elsimítani: Constantinus pápa 710-ben a császár hívására a fővárosba érkezett, ahol nagy tisztelettel fogadták. Ugyanebben az évben vagy 711 elején kazár támogatással lázadás robbant ki a Krímben, amit még véresebb eszközökkel fojtottak el. Ez már sok volt a hadseregnek, a flottának és a lakosságnak, amely Kherszónból kiindulva fellázadt. Egy Bardanész nevű, örmény származású tisztet Philippikosz néven császárrá kiáltottak ki, ő pedig akadálytalanul vonulhatott be Konstantinápolyba.
Iusztinianoszt egy tisztje gyilkolta meg, fejét Rómába és Ravennába küldték. A gyermek trónörököst, Tiberioszt is kivégezték, ezzel kihalt a Hérakleiosz-dinasztia.